# هوراس ديفيس
هوراس ديفيس (بالإنجليزية: Horace Davis)‏ هو أمين مكتبة وسياسي أمريكي، ولد في 16 مارس 1831 بورسستر في الولايات المتحدة، وتوفي في 12 يوليو 1916 في الولايات المتحدة. حزبياً، نشط في الحزب الجمهوري. انتخب عضو مجلس النواب الأمريكي.